# チャールズ・ローレンス・ロビンソン
チャールズ・ローレンス・ロビンソン（英語：Charles Lawrence Robinson、1818年7月21日 - 1894年8月17日）は初代カンザス州知事であった。ロビンソンは初めてアメリカ政府から弾劾を受けたが容疑は見事に晴れ、政治家を辞任する必要がなかった。これを機に彼はカンザス州の知事で初めて弾劾を受けた知事として知られている。ロビンソンはローレンスを設立するにあたって重要な役割を果たした。
1894年8月17日にロビンソンは死んだ。ローレンスにオークヒル墓地に埋葬していた。

## 参照
1. ↑  “Charles L. Robinson”.   The Political Graveyard. 2012年9月7日閲覧。